# Lucio Verginio Tricosto
Lucio Verginio Tricosto (Roma, ... – ...; fl. V secolo a.C.) è stato un politico e militare romano del V secolo a.C.

## Primo consolato
Eletto console nel 435 a.C., con il collega Gaio Giulio Iullo al suo secondo consolato, si trovò ad affrontare una terribile pestilenza nella città e nelle campagne circostanti, che subirono anche le incursioni dei Fidenati scesi a far prede, oltre ad un'improvvisa invasione dei Veienti, unitisi a quelli nella lotta contro una Roma allo stremo delle forze, i quali oltrepassarono l'Aniene e presero posizione presso Porta Collina.
Mentre il collega Gaio Giulio schierava le truppe sull'argine e sulle mura, nel frattempo, Virginio consultò il senato, che elesse dittatore Quinto Servilio Prisco, il quale sconfisse gli assedianti, scacciandoli dal territorio romano.

## Secondo consolato
Livio riferisce che le fonti sono contrastanti sulla riconferma di Lucio Verginio Tricosto, al suo secondo (eventuale) consolato, nel 434 a.C., anno in cui Mamerco Emilio Mamercino fu nominato dittatore; Licinio Macro per il 434 a.C. riporta consoli Gaio Giulio Iullo e Lucio Verginio, mentre Quinto Tuberone e Valerio Anziate riportano come detentori della suprema magistratura i tribuni consolari Marco Manlio Capitolino e Quinto Sulpicio Camerino Pretestato.